# Municipio de Yellow Creek (Ohio)
El municipio de Yellow Creek (en inglés: Yellow Creek Township) es un municipio ubicado en el condado de Columbiana en el estado estadounidense de Ohio. En el año 2010 tenía una población de 2140 habitantes y una densidad poblacional de 41,76 personas por km².

## Geografía
El municipio de Yellow Creek se encuentra ubicado en las coordenadas 40°36′53″N 80°41′52″O / 40.61472, -80.69778. Según la Oficina del Censo de los Estados Unidos, el municipio tiene una superficie total de 51.25 km², de la cual 51,14 km² corresponden a tierra firme y (0,21 %) 0,11 km² es agua.

## Demografía
Según el censo de 2010, había 2140 personas residiendo en el municipio de Yellow Creek. La densidad de población era de 41,76 hab./km². De los 2140 habitantes, el municipio de Yellow Creek estaba compuesto por el 95,84 % blancos, el 2,38 % eran afroamericanos, el 0,19 % eran amerindios, el 0,05 % eran asiáticos, el 0,19 % eran de otras razas y el 1,36 % eran de una mezcla de razas. Del total de la población el 0,37 % eran hispanos o latinos de cualquier raza.